# Remko Pasveer
Remko Pasveer (Enschede, 8 november 1983) is een Nederlands doelman in het betaald voetbal. Hij maakte in de zomer van 2021 de overstap van Vitesse naar Ajax. Hij maakte in 2022 zijn debuut als international van het Nederlands voetbalelftal.

## Clubcarrière

### FC Twente
Pasveer is een zoon van Eddie Pasveer, oud-doelman van FC Twente en De Graafschap. Pasveer begon met voetballen bij Sportclub Enschede. Hierna stapte hij over naar FC Twente, waar hij van 2003 tot 2006 reservedoelman was, achter Cees Paauwe en Sander Boschker.

### Heracles Almelo
In de zomer van 2006 vertrok hij naar Heracles Almelo, waar hij in eerste instantie wederom een rol als tweede doelman had, nu achter Martin Pieckenhagen. In de seizoenen 2008/2009 en 2009/2010 werd Pasveer verhuurd aan Go Ahead Eagles, dat destijds uitkwam in de Eerste divisie. Na een moeizame start groeide hij in Deventer uit tot een van de publiekslievelingen. In het seizoen 2010/2011 werd Pasveer teruggehaald door Heracles, ditmaal om als eerste doelman te fungeren. Hier was hij vier jaar basisspeler, waarna hij besloot zijn contract niet te verlengen.

### PSV
In de zomer van 2014 tekende Pasveer een driejarig contract bij PSV, waar hij de concurrentie moest aangaan met eerste doelman Jeroen Zoet. Hij maakte zijn officiële debuut voor de club uit Eindhoven op 21 augustus 2014, tijdens de eerste van twee ontmoetingen met Sjachtjor Salihorsk in de laatste kwalificatieronde voor de Europa League in het seizoen 2014/15. Pasveer speelde de hele wedstrijd, die zijn club (thuis) met 1–0 won. Hij kwam dat seizoen nog verschillende malen in actie tijdens zowel beker- als Europa League-wedstrijden. Een week nadat PSV het landskampioenschap veiligstelde, maakte Pasveer in speelronde 32 ook zijn competitiedebuut voor de club, uit tegen Excelsior. 
PSV lichtte in mei 2015 de optie in zijn contract en legde hem daarmee vast tot medio 2018. Pasveer werd op 8 mei 2016 voor de tweede keer op rij landskampioen met PSV. De club begon aan de laatste speelronde van het seizoen met evenveel punten als Ajax, maar met een doelsaldo dat zes doelpunten minder was. PSV won die dag vervolgens met 1-3 uit bij PEC Zwolle, terwijl Ajax uit bij De Graafschap met 1-1 gelijkspeelde. Hij kwam dit seizoen zelf niet in actie in een competitiewedstrijd, maar alleen tijdens het bekertoernooi. 
Pasveer maakte op 1 november 2016 zijn debuut in de Champions League. Vanwege een blessure van Zoet kreeg hij die dag een basisplaats in een met 1-2 verloren groepsduel thuis tegen FC Bayern München. Pasveer speelde gedurende het seizoen 2016/17 drie competitiewedstrijden. Zoet (31 wedstrijden) en zij kregen dat jaar samen 23 doelpunten tegen. Daarmee had PSV dat jaar de minst geslagen defensie van de Eredivisie, samen met die van Ajax. De Eindhovense ploeg eindigde dat seizoen als derde.

### Vitesse
Pasveer kwam in de zomer van 2017 over naar Vitesse. Hij maakte zijn debuut op het veld op 5 augustus 2017 tijdens de verloren wedstrijd om de Johan Cruijff Schaal tegen Feyenoord. Zijn eerste jaar onder trainer Leonid Sloetski verliep moeizaam, maar uiteindelijk groeide hij uit tot een vaste waarde en aanvoerder. In het seizoen 2019/2020 werd hij door de supporters van Vitesse gekozen tot Speler van het Jaar. In het seizoen 2020/2021 reikte Vitesse tot de finale van de KNVB Beker, maar verloor deze met 2–1 van Ajax. In april 2021 maakte Pasveer bekend dat hij Vitesse na vier seizoenen zou verlaten. Zijn contract liep af en hij mocht transfervrij vertrekken.

### Ajax
Op 23 april 2021 maakte Ajax bekend dat Pasveer zijn loopbaan zou vervolgen bij deze club. De 37-jarige doelman tekende een tweejarig contract bij de club uit Amsterdam. Op 11 september 2021 maakte Pasveer zijn debuut voor Ajax in de Eredivisie. De competitiewedstrijd, uit tegen PEC Zwolle, werd met 0–2 gewonnen. Op 15 september 2021 debuteerde Pasveer voor Ajax in de UEFA Champions League. De eerste groepswedstrijd, uit tegen Sporting CP, werd met 1–5 gewonnen. Mede door de schorsing van André Onana en een langdurige blessure bij Maarten Stekelenburg bleef Pasveer de eerste keuze in het doel. Op 19 oktober 2021, in de met 4–0 gewonnen groepswedstrijd van de UEFA Champions League tegen Borussia Dortmund, werd Pasveer de eerste doelman ooit die in een UEFA Champions League-wedstrijd drie schoten op doel wist te stoppen van Erling Braut Håland. Pasveer verbaasde vriend en vijand door tot speelronde twaalf in de Eredivisie, gespeeld op 7 november 2021, maar twee tegendoelpunten te incasseren. Niet eerder kreeg een doelman in de Eredivisie zo weinig doelpunten te incasseren gedurende de eerste twaalf competitiewedstrijden. Dit leverde een indrukwekkend gemiddelde op van een tegendoelpunt per vier wedstrijden, zowel op nationaal als internationaal niveau. Met Ajax won hij alle zes wedstrijden in de poulefase van de UEFA Champions League.
Ook in seizoen 2022/23 startte Pasveer als eerste doelman, maar nadat Ajax in januari Geronimo Rulli kocht, kreeg hij een rol als reserve. Dit bleef hij anderhalf jaar, in het seizoen 2023/24 keepte hij zelfs geen enkele wedstrijd. In dat seizoen keepte Diant Ramaj de meeste wedstrijden. 
Op 25 juli 2024 verkoos nieuwe trainer Francesco Farioli Pasveer op doel in plaats van Ramaj. Deze keuze was onder andere gebaseerd op zijn ervaring met het coachen van de verdedigers tijdens de wedstrijd. Pasveer werd hiermee de oudste spelende Ajax speler ooit. Tijdens het kwalificatieduel voor de Europa League tegen Panathinaikos op 15 augustus stopte hij tijdens de penaltyreeks vijf van de 17 penalty's (uitslag 13 voor, 12 tegen).
Aan het begin van het seizoen 2025/26 verkoos trainer Johnny Heitinga de gehuurde Vítězslav Jaroš als eerste keeper, Pasveer werd daardoor een van de reservekeepers.

## Clubstatistieken

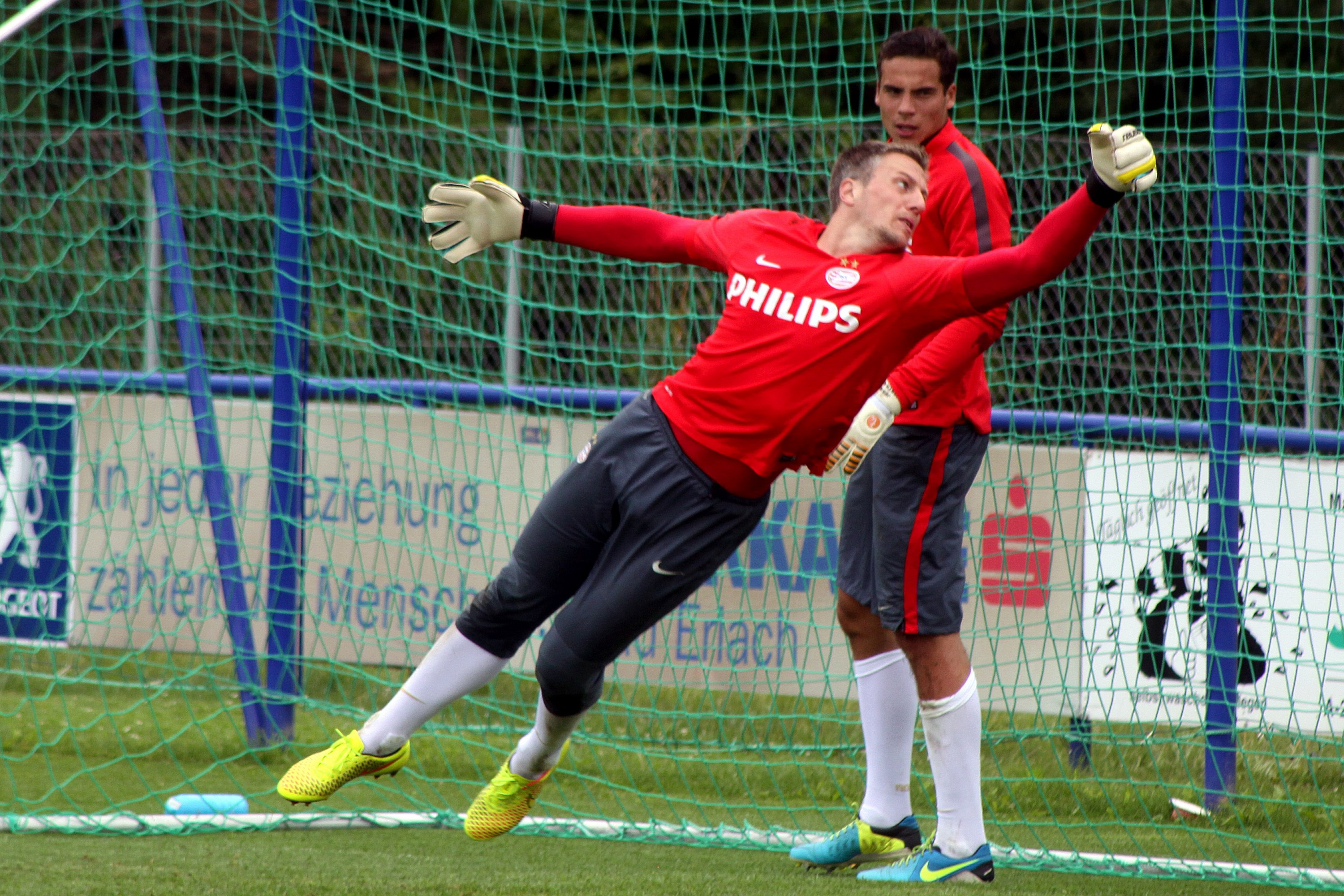
Remko Pasveer tijdens PSV's trainingskamp in Bad Erlach, Oostenrijk, juli 2014

| Seizoen     | Club              | Competitie     | Competitie | Competitie | Beker | Beker | Internationaal | Internationaal | Totaal | Totaal |
| Seizoen     | Club              | Competitie     | Wed.       | Dlp.       | Wed.  | Dlp.  | Wed.           | Dlp.           | Wed.   | Dlp.   |
| ----------- | ----------------- | -------------- | ---------- | ---------- | ----- | ----- | -------------- | -------------- | ------ | ------ |
| 2003/04     | FC Twente         | Eredivisie     | 4          | 0          | 0     | 0     | —              | —              | 4      | 0      |
| 2004/05     | FC Twente         | Eredivisie     | 2          | 0          | 0     | 0     | —              | —              | 2      | 0      |
| 2005/06     | FC Twente         | Eredivisie     | 8          | 0          | 0     | 0     | —              | —              | 8      | 0      |
| 2006/07     | Heracles Almelo   | Eredivisie     | 1          | 0          | 0     | 0     | —              | —              | 1      | 0      |
| 2007/08     | Heracles Almelo   | Eredivisie     | 0          | 0          | 0     | 0     | —              | —              | 0      | 0      |
| 2008/09     | → Go Ahead Eagles | Eerste divisie | 38         | 0          | 1     | 0     | —              | —              | 39     | 0      |
| 2009/10     | → Go Ahead Eagles | Eerste divisie | 36         | 0          | 5     | 0     | 4              | 0              | 45     | 0      |
| 2010/11     | Heracles Almelo   | Eredivisie     | 34         | 0          | 2     | 0     | 2              | 0              | 38     | 0      |
| 2011/12     | Heracles Almelo   | Eredivisie     | 34         | 0          | 5     | 0     | —              | —              | 39     | 0      |
| 2012/13     | Heracles Almelo   | Eredivisie     | 33         | 0          | 4     | 0     | —              | —              | 37     | 0      |
| 2013/14     | Heracles Almelo   | Eredivisie     | 33         | 0          | 3     | 0     | —              | —              | 36     | 0      |
| 2014/15     | PSV               | Eredivisie     | 2          | 0          | 3     | 0     | 3              | 0              | 8      | 0      |
| 2015/16     | PSV               | Eredivisie     | 0          | 0          | 4     | 0     | —              | —              | 4      | 0      |
| 2016/17     | PSV               | Eredivisie     | 3          | 0          | 2     | 0     | 1              | 0              | 6      | 0      |
| 2017/18     | Vitesse           | Eredivisie     | 26         | 0          | 1     | 0     | 7              | 0              | 34     | 0      |
| 2018/19     | Vitesse           | Eredivisie     | 7          | 0          | 1     | 0     | 4              | 0              | 12     | 0      |
| 2019/20     | Vitesse           | Eredivisie     | 26         | 0          | 2     | 0     | —              | —              | 28     | 0      |
| 2020/21     | Vitesse           | Eredivisie     | 33         | 0          | 5     | 0     | —              | —              | 38     | 0      |
| 2021/22     | Ajax              | Eredivisie     | 20         | 0          | 1     | 0     | 7              | 0              | 28     | 0      |
| 2022/23     | Ajax              | Eredivisie     | 15         | 0          | 1     | 0     | 6              | 0              | 22     | 0      |
| 2023/24     | Ajax              | Eredivisie     | 0          | 0          | 0     | 0     | —              | —              | 0      | 0      |
| 2024/25     | Ajax              | Eredivisie     | 24         | 0          | 2     | 0     | 11             | 0              | 37     | 0      |
| Club totaal | Club totaal       | Club totaal    | 378        | 0          | 42    | 0     | 47             | 0              | 464    | 0      |

*Bijgewerkt op 1 juli 2025

## Interlandcarrière
In september 2022 behoorde Pasveer op 38-jarige leeftijd voor het eerst tot de selectie van het Nederlands elftal. Op 22 september 2022 maakte hij zijn debuut tijdens de wedstrijd in de UEFA Nations League tegen Polen (0-2 winst).
Niet lang na zijn debuut voor Oranje werd op 11 november 2022 bekend dat hij behoorde tot de selectie voor het WK 2022. Bondscoach Louis van Gaal koos tijdens dit WK echter voor Andries Noppert als eerste keeper.
| Interlands van Remko Pasveer voor Nederland | Interlands van Remko Pasveer voor Nederland | Interlands van Remko Pasveer voor Nederland | Interlands van Remko Pasveer voor Nederland | Interlands van Remko Pasveer voor Nederland | Interlands van Remko Pasveer voor Nederland |
| No.                                         | Datum                                       | Wedstrijd                                   | Uitslag                                     | Competitie                                  | Doelpunten                                  |
| ------------------------------------------- | ------------------------------------------- | ------------------------------------------- | ------------------------------------------- | ------------------------------------------- | ------------------------------------------- |
|                                             |                                             |                                             |                                             |                                             |                                             |
| Als speler van Ajax                         |                                             |                                             |                                             |                                             |                                             |
| 1.                                          | 22 september 2022                           | Polen – Nederland                           | 0 - 2                                       | Nations League 2022/23                      |                                             |
| 2.                                          | 25 september 2022                           | Nederland – België                          | 1 - 0                                       | Nations League 2022/23                      |                                             |

## Erelijst
FC Twente
- UEFA Intertoto Cup: 2006

 PSV
- Eredivisie: 2014/15, 2015/16
- Johan Cruijff Schaal: 2016, 2017

 Ajax
- Eredivisie: 2021/22

 Nederland onder 21
- UEFA EK onder 21: 2006

Individueel
- Vitesse - Speler van het Jaar: 2019/20